# Conchy-sur-Canche
Conchy-sur-Canche es una comuna francesa situada en el departamento de Paso de Calais, en la región de Alta Francia.

## Demografía
| 293 | 302 | 269 | 218 | 209 | 197 | 222 |
| Para los censos de 1962 a 1999 la población legal corresponde a la población sin duplicidades (Fuente: INSEE [Consultar]) |     |     |     |     |     |     |